# Кудряшов, Сергей Васильевич
Сергей Васильевич Кудряшов (род. 1961) — сотрудник советских и российских органов государственной безопасности, генерал-лейтенант.

## Биография
Сергей Васильевич Кудряшов родился 14 мая 1961 года в Читинской области (ныне — Забайкальский край). После окончания средней школы поступил в Алма-Атинское высшее пограничное командное училище КГБ СССР имени Ф. Э. Дзержинского. Служил на различных командных должностях в пограничных войсках Советского Союза, а после его распада — Российской Федерации. Участвовал в Афганской войне.
Окончил Академию пограничных войск Федеральной службы безопасности Российской Федерации и Военную академию Генерального штаба Вооружённых Сил Российской Федерации.
На протяжении многих лет руководил различными региональными Пограничными управлениями Федеральной службы безопасности Российской Федерации — в Республике Дагестан, Мурманской и Сахалинской областях. В мае 2020 года возглавил Пограничное управление Федеральной службы безопасности Российской Федерации по Ростовской области.
Награждён рядом советских и российских государственных и ведомственных наград, в том числе орденом Красной Звезды, медалью «За боевые заслуги», российским орденом Почёта.